# Frida Svensson
Frida Svensson (ur. 18 sierpnia 1981 w Falkenbergu) – szwedzka wioślarka, reprezentantka Szwecji w wioślarskiej jedynce podczas Letnich Igrzysk Olimpijskich w Pekinie.

## Osiągnięcia
- Mistrzostwa Świata – Mediolan 2003 – jedynka – 16. miejsce[1].
- Igrzyska Olimpijskie – Ateny 2004 – jedynka – 8. miejsce[1].
- Mistrzostwa Świata – Gifu 2005 – jedynka – 5. miejsce[1].
- Mistrzostwa Świata – Eton 2006 – jedynka – 3. miejsce[1].
- Mistrzostwa Świata – Monachium 2007 – jedynka – 9. miejsce[1].
- Mistrzostwa Europy – Poznań 2007 – jedynka – 3. miejsce[1].
- Igrzyska Olimpijskie – Pekin 2008 – jedynka – 7. miejsce[1].
- Mistrzostwa Świata – Poznań 2009 – jedynka – 9. miejsce[1].
- Mistrzostwa Europy – Brześć 2009 – jedynka – 4. miejsce[1].
- Mistrzostwa Europy – Montemor-o-Velho 2010 – jedynka – 3. miejsce[1].
- Mistrzostwa Świata – Karapiro 2010 – jedynka – 1. miejsce[1].